# Ꝼ
Cette page contient des caractères spéciaux ou non latins. S’ils s’affichent mal (▯, ?, etc.), consultez la page d’aide Unicode.
Ꝼ (minuscule : ꝼ), appelé F insulaire, est une lettre additionnelle qui est utilisée dans l’étude du norrois ou du anglo-saxon.

## Utilisation

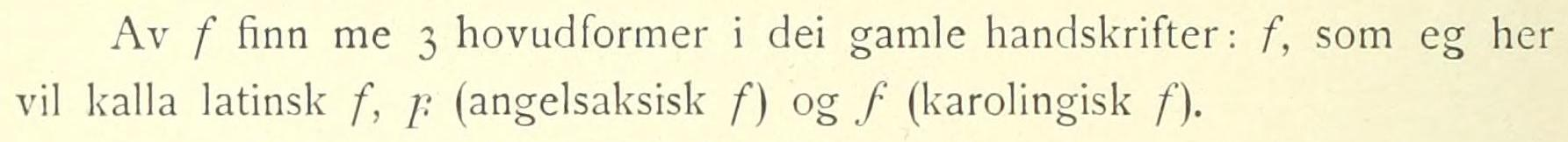
Les 3 formes de f dans les manuscrits anciens selon Hægstad 1906: f latin, f insulaire et f carolingien.

Le f insulaire est une forme du f utilisée dans l’écriture gothique dans des manuscrits anglo-saxons ou norrois. Il est utilisé distinctivement du f dans certains ouvrages scientifiques pour reproduire l’usage du f carolingien en latin et du f insulaire en anglo-saxon ou norrois dans un même manuscrit.

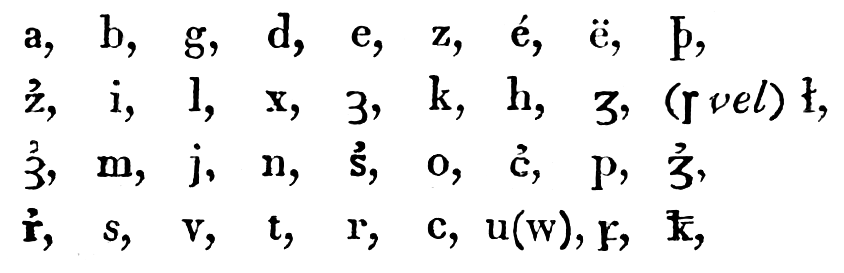
Alphabet proposé pour le géorgien par Rasmus Rask en 1832.

Rasmus Rask propose un alphabet latin pour l’écriture de l’arménien et du géorgien avec la lettre F insulaire dans Nonnulla de pleno systemate Sibilantium in lingvis montanis publié en 1832,.

## Variantes et formes
|  | Forme utilisée en vieux norrois jusqu’au XIIIe siècle (1225).               |
|  | Forme utilisée en vieux norrois au XIIIe siècle et XIVe siècle (1250-1350). |
|  | Forme utilisée en vieux norrois à partir du XIVe siècle.                    |

## Représentation informatique
Le F insulaire peut être représenté par les caractères Unicode (latin étendu D) suivants :
| formes    | représentations | chaînes de caractères | points de code | descriptions                        |
| --------- | --------------- | --------------------- | -------------- | ----------------------------------- |
| capitale  | Ꝼ               | Ꝼ                     | U+A77B         | lettre majuscule latine f insulaire |
| minuscule | ꝼ               | ꝼ                     | U+A77C         | lettre minuscule latine f insulaire |